# Skrillex
Skrillex, de artiestennaam van Sonny John Moore (Los Angeles, 15 januari 1988), is een Amerikaanse producer van electrohouse en dubstep. Hij is tevens de leadzanger van From First to Last, een post-hardcoreband.

## Biografie
In 2004 nam Moore contact op met Matt Good van de post-hardcoreband From First to Last met de intentie gitaar te spelen op hun debuutalbum. In Georgia hoorden drie studioproducers Moore zingen en benoemden hem tot leadzanger, met Matt Good als gitarist. In juni 2004 werd het debuutalbum Dear Diary, My Teen Angst Has a Bodycount uitgebracht door Epitaph Records.
Eind 2006 besloot Moore een solocarrière te starten nadat de band optredens had moeten afzeggen vanwege zijn stemproblemen. In 2008 begon Moore op te treden onder het alias Skrillex. Na drie jaar demo's te hebben geüpload op Myspace, tournees met Team Sleep en het produceren van demo-cd's, kwam in april 2009 zijn eerste ep uit, getiteld Gypsyhook.

### Werk
Skrillex' debuut-ep My Name Is Skrillex werd op 7 juni 2010 uitgebracht als gratis download. Eind 2010 ging Skrillex op tournee met Deadmau5 nadat hij bij Mau5trap en Big Beat Records een nieuwe ep had uitgebracht: Scary Monsters and Nice Sprites. In 2011 werkte hij samen met de Amerikaanse metalband Korn aan enkele nummers voor hun album The Path of Totality. Zijn eerste studioalbum, Recess, kwam uit in maart 2014.
Sinds 2012 vormt Skrillex samen met Boys Noize het project Dog Blood. Tussen 2013 en 2016 werkte hij samen met Diplo onder de artiestennaam Jack Ü, waarbij ze een mix van trap, future bass en dubstepmuziek produceerden. In 2017 keerde hij terug als leadzanger bij From First to Last.
In 2023 bracht Skrillex het album Quest for Fire uit, waarop hij samenwerkte met onder andere Fred Again, Missy Elliott, Mr. Oizo, Elley Duhé, Swae Lee, Pete Wentz, Noisia en Nai Barghouti.

### Optredens in België en Nederland

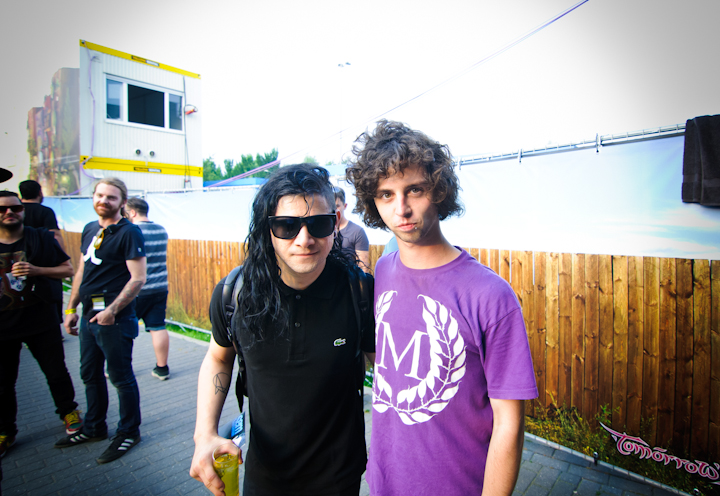
Skrillex in 2012

Op 16 april 2012 trad Skrillex op in de Lotto Arena in Antwerpen en op 28 april van dat jaar in de Heineken Music Hall en Melkweg in Amsterdam. In de zomer van 2012 was hij te zien op de festivals Rock Werchter, Tomorrowland en Lowlands 2012.

## Discografie
- Gypsyhook (2009)
- My name is Skrillex (2010, ep)
- Scary monsters and nice sprites (2010, ep)
- More monsters and sprites (2011, ep)
- Bangarang (2011, ep)
- Dog blood (2012, met Boys Noize)
- Make it bun dem after hours EP (2012, ep)
- Leaving (2013, ep)
- Recess (2014)
- Jack Ü (2015, met Diplo als Jack Ü)
- Show tracks (2019, ep)
- Quest for Fire (2023)
- Don't Get Too Close (2023)
- FUCK U SKRILLEX YOU THINK UR ANDY WARHOL BUT UR NOT!! <3 (2025)

### Albums
| Album met eventuele hitnotering(en) in de Nederlandse Album Top 100 | Datum van verschijnen | Datum van binnenkomst | Hoogste positie | Aantal weken | Opmerkingen          |
| ------------------------------------------------------------------- | --------------------- | --------------------- | --------------- | ------------ | -------------------- |
| Recess                                                              | 2014                  | 22-03-2014            | 42              | 3            |                      |
| Skrillex & Diplo present Jack Ü                                     | 2015                  | 07-03-2015            | 83              | 1            | met Diplo als Jack Ü |

| Album met hitnotering(en) in de Vlaamse Ultratop 200 albums | Datum van verschijnen | Datum van binnenkomst | Hoogste positie | Aantal weken | Opmerkingen          |
| ----------------------------------------------------------- | --------------------- | --------------------- | --------------- | ------------ | -------------------- |
| Bangarang EP                                                | 23-12-2011            | 14-01-2012            | 89              | 1            | ep                   |
| Recess                                                      | 14-03-2014            | 22-03-2014            | 28              | 22           |                      |
| Skrillex & Diplo present Jack Ü                             | 2015                  | 07-03-2015            | 78              | 13           | met Diplo als Jack Ü |

### Singles
| Single met eventuele hitnotering(en) in de Nederlandse Top 40 | Datum van verschijnen | Datum van binnenkomst | Hoogste positie | Aantal weken | Opmerkingen                                                           |
| ------------------------------------------------------------- | --------------------- | --------------------- | --------------- | ------------ | --------------------------------------------------------------------- |
| Bangarang                                                     | 16-01-2012            | -                     |                 |              | met Sirah / Nr. 59 in de Single Top 100                               |
| Where Are Ü Now                                               | 2015                  | 25-04-2015            | 11              | 26           | met Diplo als Jack Ü / met Justin Bieber / Nr. 9 in de Single Top 100 |
| To Ü                                                          | 2015                  | 29-08-2015            | tip9            | -            | met Diplo als Jack Ü / met AlunaGeorge                                |
| Ego death                                                     | 2020                  | 11-07-2020            | tip13           | -            | met Ty Dolla Sign, Kanye West & FKA Twigs                             |
| Don't go                                                      | 2021                  | 28-08-2021            | tip14           | -            | met Justin Bieber & Don Toliver                                       |
| In da getto                                                   | 2021                  | 02-10-2021            | tip22*          |              | met J Balvin                                                          |

| Single met hitnotering(en) in de Vlaamse Ultratop 50 | Datum van verschijnen | Datum van binnenkomst | Hoogste positie | Aantal weken | Opmerkingen                              |
| ---------------------------------------------------- | --------------------- | --------------------- | --------------- | ------------ | ---------------------------------------- |
| First of the Year (Equinox)                          | 2011                  | 08-10-2011            | tip7            | -            |                                          |
| Bangarang                                            | 2012                  | 11-02-2012            | 9               | 22           | met Sirah                                |
| Make it bun dem                                      | 2012                  | 12-05-2012            | 15              | 19           | met Damian "Jr. Gong" Marley             |
| Breakn' a sweat                                      | 2012                  | 02-02-2013            | tip48           | -            | met The Doors                            |
| Wild for the night                                   | 2013                  | 09-03-2013            | tip13           | -            | met A$AP Rocky & Birdy Nam Nam           |
| Recess                                               | 2014                  | 29-03-2014            | tip25           | -            |                                          |
| Ragga bomb                                           | 2014                  | 26-04-2014            | tip75           | -            | met Ragga Twins                          |
| Take ü there                                         | 2014                  | 04-10-2014            | tip84           | -            | met Diplo als Jack Ü / met Kiesza        |
| Where are ü now                                      | 2015                  | 23-05-2015            | 15              | 23           | met Diplo als Jack Ü / met Justin Bieber |
| Red lips (Skrillex remix)                            | 2015                  | 26-12-2015            | tip62           | -            | met GTA & Sam Bruno                      |
| Mind                                                 | 2016                  | 19-03-2016            | tip             | -            | met Diplo als Jack Ü / met Kai           |
| Working for it                                       | 2016                  | 26-03-2016            | tip             | -            | met Zhu & They.                          |
| Spoon me                                             | 2016                  | 09-07-2016            | tip             | -            | met Elliphant                            |
| Purple Lamborghini                                   | 2016                  | 13-08-2016            | tip36           | -            | met Rick Ross                            |
| Would you ever                                       | 2017                  | 12-08-2017            | tip3            | -            | met Poo Bear                             |
| Midnight hour                                        | 2019                  | 23-11-2019            | tip             | -            | met Boys Noize & Ty Dolla Sign           |

## Trivia
- Tijdens de 54ste editie van de Grammy Awards in 2012 won Skrillex drie Grammy's: voor het beste dancenummer (Scary Monsters and Nice Sprites), het beste dance/elektronica-album (Scary Monsters and Nice Sprites) en voor de beste remix van Cinema van Benny Benassi.[3]
- Op de 55ste editie van de Grammy Awards in 2013 won Skrillex opnieuw drie Grammy's: voor het beste dance-nummer (Bangarang), het beste dance/elektronica-album (Bangarang) en voor beste remix van Promises, samen met Nero.
- Tijdens de 58ste editie van de Grammy Awards in 2016 won Skrillex samen met Diplo onder de naam Jack Ü twee Grammy's: voor het beste dance-nummer (Where Are Ü Now) en voor het beste dance-album (Skrillex and Diplo Present Jack Ü).
- De single Make it bun dem is te horen in het spel Far Cry 3. Tijdens een missie waarbij spelers wietvelden moeten verbranden, wordt dit nummer afgespeeld.
- In december van 2014  suggereerde Moore dat hij de producer Zhu zou zijn door een act op te voeren. De meeste internetblogs waren het er echter over eens dat Moore een grap maakte en dat het onwaarschijnlijk is dat hij daadwerkelijk de persoon achter dit project zou zijn.[4]